# Hetzerath (Eifel)
Hetzerath település Németországban, Rajna-vidék-Pfalz tartományban. Lakosainak száma 2522 fő (2023. december 31.).

## Népesség
A település népességének változása:
| Lakosok száma | 1622 | 2330 | 2323 | 2445 | 2471 | 2522 |
|               | 1975 | 2017 | 2019 | 2021 | 2022 | 2023 |